# Coenosia stigmatica
Coenosia stigmatica är en tvåvingeart som beskrevs av Wood 1913. Coenosia stigmatica ingår i släktet Coenosia och familjen husflugor. Inga underarter finns listade i Catalogue of Life.